# Ioan Sava Câmpineanu

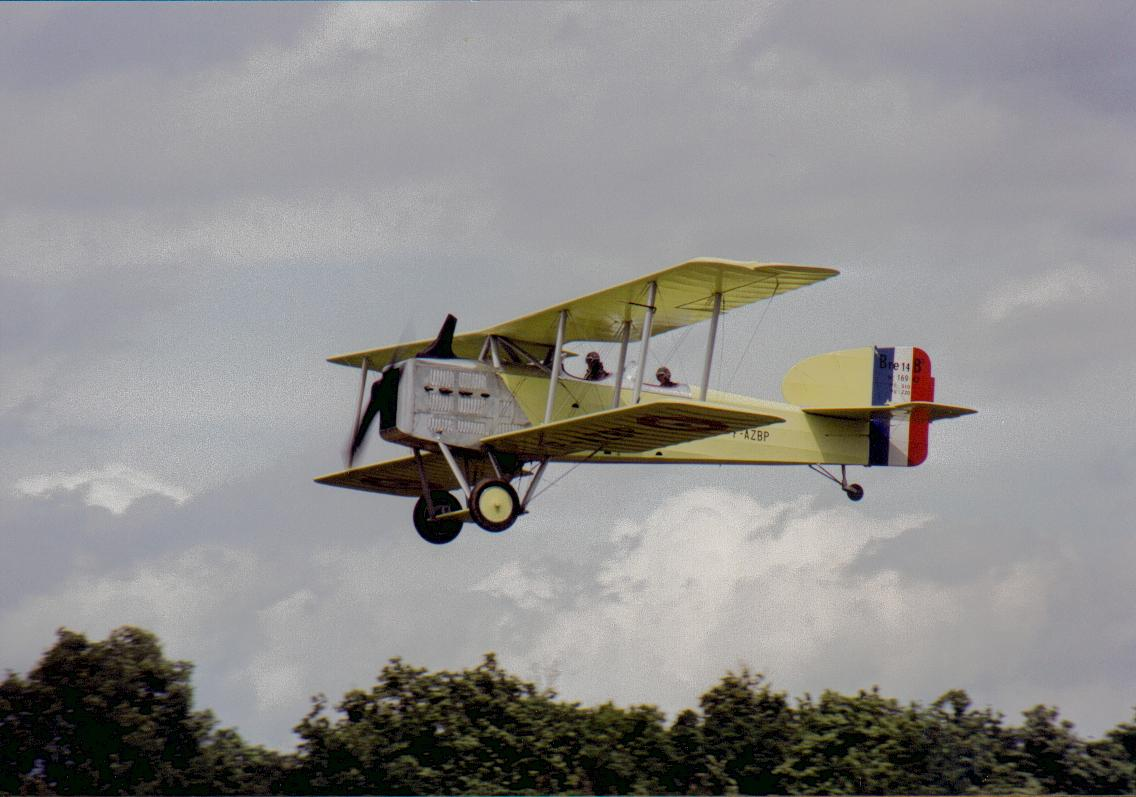
Avion Breguet 14 la fel ca și cel cu care, în octombrie 1921, a zburat de la București la Praga și retur locotenentul Ioan Sava

Ioan Sava, locotenent, pilot, pioner al aviației experimentale române din perioada interbelică (n. 7 februarie 1889, Ghijasa de Sus – d. 7 mai 1924, Arad).
Pilot în Armata Comună austro-ungară, a căzut prizonier în timpul Primului Război Mondial în Rusia pentru ca mai apoi să se înroleze volunar pentru Armata Româna pe frontul din Moldova. A fost încadrat în escadrila Farman 5 din Grupul 2 aviație de la Tecuci unde, în scurt timp, a devenit unul dintre "piloții cei mai de seamă, atât prin curajul și conștiinciozitatea sa, cât și prin caracterul său bun, modest, energic". Pentru faptele sale de arme a fost decorat cu Virtutea Militară. După război a fost instructor de zbor și director de studii în Grupul 4 instrucție Tecuci. S-a numărat printre primii piloți români care au efectuat raiduri aeriene după război. Astfel, în octombrie 1921, în echipaj cu căpitanul Ermil Gheorgiu, a zburat cu un avion Breguet 14 de la București la Praga și retur. Când fabrica de vagoane din Arad, în 1923, a început construcția de avioane, a fost numit pilot de încercare. În timpul unuia dintre primele zboruri de probă ale avionului experimental PROTO-1, la 7 mai1924, una dintre aripi a cedat, avionul întrând în vrie și prăbușindu-se în Mureș. A fost înmormântat la 11 mai 1924 în cimitirul satului natal, Ghijasa de Sus, comuna Alțâna, județul Sibiu.